# 印第安纳波利斯号重型巡洋舰 (CA-35)
印第安纳波利斯号重型巡洋舰（舷号CA-35）是一艘二战时期服役于美国海军的波特兰级重巡洋舰，由印第安纳州州府印第安納波利斯命名。该舰于1931年下水，次年服役，在当时的美国海军侦察舰队作为旗舰服役了八年，1943年至1944年作为雷蒙德·斯普魯恩斯的旗舰，带领第五舰队在二战中与日军在太平洋上作战。
1945年7月30日，印第安纳波利斯号刚刚完成向位于提尼安岛的美军空军基地运送小男孩原子弹组装部件的任务，前往菲律宾进行训练。凌晨12点15分，遭到大日本帝国海军伊号第五十八潜舰的伏击，短短12分钟就完全沉没。1195名船员中，大约300人随舰沉没。由于救生艇不足，食物和淡水短缺，剩下890名落水的船员则不得不面對失温、脱水、浓咸的海水以及海裡的鲨鱼。4天后，一架洛克希德公司PV-1文图拉巡邏機在巡逻中发现了落水的倖存者，海军才知道印第安纳波利斯号沉没。最终只有316人幸免於难，使之成为美军历史上单一船只沉没死亡人数最多的惨剧。
2017年8月19日，一队由保罗·艾伦资助的搜寻人员在菲律宾海5,500米（约18,000英尺）的海底找到了印第安纳波利斯号的残骸。2018年12月20日，印第安纳波利斯号全体船员被授予国会金质奖章。

## 電影
好萊塢2016年電影《印第安纳波利斯号：勇者无惧》描述印第安纳波利斯号如何遭日軍潛艇擊沉，船員後續如何與鯊魚搏鬥求生的故事。
史蒂芬·史匹柏1975年的知名驚悚電影大白鯊中，協助警方獵捕大白鯊的鯊魚獵人昆特（Quint）被設定為印第安纳波利斯号的生還者，片中也曾讓他與另外幾名主要角色講述當年船員遭鯊魚群襲擊的經歷。